# Gare d'Osnova
La gare d'Osnova (en ukrainien : Основа (станція)) est une gare ferroviaire située dans la ville de Kharkiv en Ukraine.

## Situation ferroviaire
C'est un nœud ferroviaire qui est relié avec les gares : gare de Kharkiv, Kharkiv-Levada , gare de Lioubotyn, gare d'Izioum, gare de Koupiansk-Vouzlovyï.

## Histoire
En 1908 ouvrait la ligne de chemin de fer Nord-Donetsk de Kharkiv à Izyoum, le bâtiment en 1911 sur la partie Osnava Lyman.

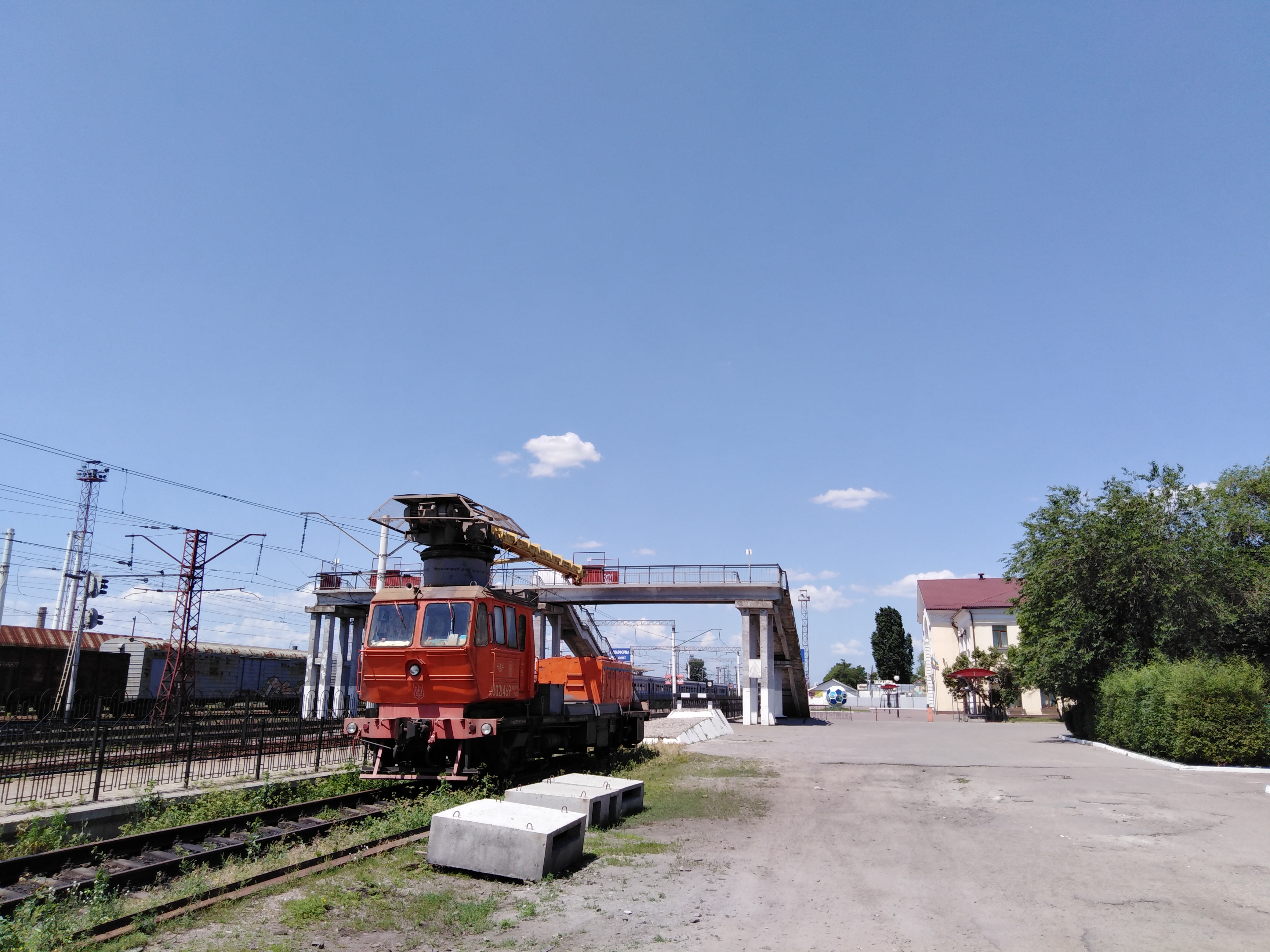
Passerelle et voies.
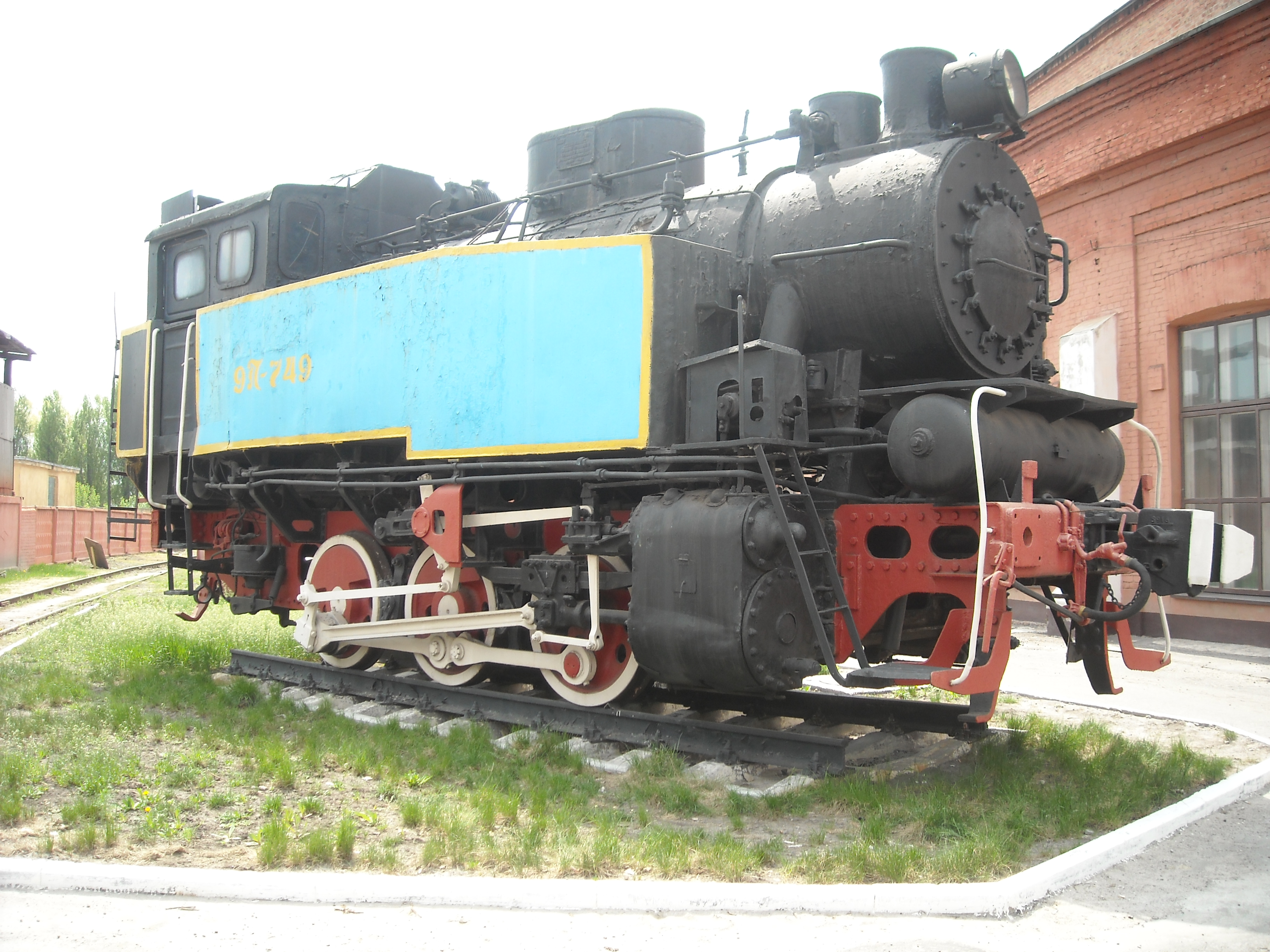
Une locomotive vapeur.